# クリストファー・ハルヴォルセン
クリストファー・ハルヴォルセン（Kristoffer Halvorsen、1996年4月13日 - ）はノルウェー、クリスチャンサン出身の自転車競技選手。

## 経歴

### 2015
- ノルウェーのコンチネンタルチーム チーム・ジョーカー（英語版）のスタジエール（研修生）としてプロデビュー。

### 2016
- Team Jokerと正式契約。
- 世界選手権自転車競技大会ロードレース・U23部門で優勝。[1]

### 2017
- ツール・ド・ラブニールでポイント賞を獲得。

### 2018
- チームスカイと２年契約。[2]

### 2020
- EFプロサイクリングへ移籍

### 2021
- Uno-X Pro Cycling Teamへ移籍。

## 主な戦績

### 2016
- 世界選手権自転車競技大会ロードレース・U23部門  優勝

### 2017
- ハンザーメ・クラシック 優勝
- ツール・ド・ラブニール  ポイント賞

### 2018
- ハンザーメ・クラシック 2位

### 2019
- ヘラルド・サン・ツアー 区間優勝(第5ステージ)
- ツアー・オブ・ノルウェー  ヤングライダー賞、区間優勝(第6ステージ)

### 2021
- オコロ・スロベンスカ（英語版） 区間優勝（第3ステージ）